# Frode Johnsen
Frode Johnsen (sinh ngày 17 tháng 3 năm 1974) là một cầu thủ bóng đá người Na Uy.

## Đội tuyển bóng đá quốc gia
Frode Johnsen thi đấu cho đội tuyển bóng đá quốc gia Na Uy từ năm 2000.

## Thống kê sự nghiệp
| Đội tuyển bóng đá Na Uy | Đội tuyển bóng đá Na Uy | Đội tuyển bóng đá Na Uy |
| Năm                     | Trận                    | Bàn                     |
| ----------------------- | ----------------------- | ----------------------- |
| 2000                    | 1                       | 0                       |
| 2001                    | 5                       | 3                       |
| 2002                    | 1                       | 0                       |
| 2003                    | 9                       | 0                       |
| 2004                    | 10                      | 3                       |
| 2005                    | 4                       | 2                       |
| 2006                    | 3                       | 2                       |
| 2007                    | 1                       | 0                       |
| 2008                    | 0                       | 0                       |
| 2009                    | 0                       | 0                       |
| 2010                    | 0                       | 0                       |
| 2011                    | 0                       | 0                       |
| 2012                    | 0                       | 0                       |
| 2013                    | 2                       | 0                       |
| Tổng cộng               | 36                      | 10                      |